# Miasta Konga
Według danych oficjalnych pochodzących z 2007 roku Kongo posiadało ponad 40 miast o ludności przekraczającej 4 tys. mieszkańców. Stolica kraju Brazzaville jako jedyne miasto liczyło ponad milion mieszkańców; 1 miast0 z ludnością 500÷1000 tys.; 2 miasta z ludnością 50÷100 tys.; 3 miasta z ludnością 25÷50 tys. oraz reszta miast poniżej 25 tys. mieszkańców.

## Największe miasta w Kongu
Największe miasta w Kongu według liczebności mieszkańców (stan na 28.04.2007):
| L.p. | Miasto            | Departament           | Liczba ludności |
| ---- | ----------------- | --------------------- | --------------- |
| 1.   | Brazzaville       | stołeczny Brazzaville | 1 373 382       |
| 2.   | Pointe-Noire      | Pointe-Noire          | 715 334         |
| 3.   | Dolisie (Loubomo) | Niari                 | 83 798          |
| 4.   | Nkayi             | Bouenza               | 71 620          |
| 5.   | Impfondo          | Likouala              | 33 911          |
| 6.   | Ouésso            | Sangha                | 28 179          |
| 7.   | Madingou          | Bouenza               | 25 713          |
| 8.   | Owando            | Cuvette               | 24 736          |
| 9.   | Sibiti            | Lékoumou              | 22 951          |

## Alfabetyczna lista miast w Kongu
(czcionką pogrubioną wydzielono miasta powyżej 1 mln)
- Bétou
- Bouansa
- Boundji
- Brazzaville
- Djambala
- Dolisie
- Dongou
- Enyellé
- Etoumbi
- Ewo
- Gamboma
- Impfondo
- Kellé
- Kindamba
- Kinkala
- Komono
- Lekana
- Loudima
- Loukoléla
- Loutété
- Madingou
- Makabana
- Makoua
- Mbinda
- Mindouli
- Mossaka
- Mossendjo
- Mouyondzi
- Ngamaba-Mfilou
- Ngo
- Nkayi
- Ollombo
- Ouésso
- Owando
- Oyo
- Pointe-Noire
- Pokola
- Sembé
- Sibiti
- Tchiamba-Nzassi
- Zanaga